# 14.ª Divisão (Japão)
A 14ª Divisão foi uma divisão de infantaria do Império do Japão que serviu durante a Segunda Guerra Mundial. A divisão foi formada 6 de julho de 1905 em Utsonomiya, sendo desmobilizada no dia 30 de setembro de 1945 com o fim da guerra.

## Comandantes
| Comandante                     | Data                                          |
| ------------------------------ | --------------------------------------------- |
| Lt. General Naohachiro Kurita  | 21 de agosto de 1916 - 1 de novembro de 1919  |
| Lt. General Shirozu Tan        | 1 de novembro de 1919 - 3 de junho de 1921    |
| Lt. General Kanjuro Asakuno    | 3 de junho de 1921 - 4 de fevereiro de 1924   |
| General Takao Suzuki           | 4 de fevereiro de 1924 - 20 de agosto de 1924 |
| Lt. General Matahiko Oshima    | 20 de agosto de 1924 - 2 de março de 1926     |
| Lt. General Hisatoshi Miyaji   | 2 de março de 1926 - 1 de agosto de 1929      |
| General Akira Matsuki          | 1 de agosto de 1929 - 1 de agosto de 1933     |
| Marechal Shunroku Hata         | 1 de agosto de 1933 - 1 de dezembro de 1935   |
| Lt. General Shigeharu Suematsu | 1 de dezembro de 1935 - 1 de março de 1937    |
| General Kenji Doihara          | 1 de março de 1937 - 18 de junho de 1938      |
| Lt. General Ryusho Iseki       | 18 de junho de 1938 - 9 de março de 1940      |
| General Seiichi Kita           | 9 de março de 1940 - 15 de outubro de 1941    |
| Lt. General Mitsu Kawanami     | 15 de outubro de 1941 - 1 de dezembro de 1942 |
| Lt. General Kengo Noda         | 1 de dezembro de 1942 - 1 de outubro de 1943  |
| Lt. General Sadae Inoue        | 1 de outubro de 1943 - 30 de setembro de 1945 |

## Subordinação
- 1º Exército - 31 de agosto de 1937
- reserva - 19 de setembro de 1939
- Exército Leste - 1 de agosto de 1940
- 6º Exército - 23 de agosto de 1940
- Grupo de Exércitos Kwantung - 3 de dezembro de 1941
- 2º Exército de Campo - de julho de 1942
- 3º Exército de Campo - de outubro de 1943
- 31º Exército - de março de 1944
- Grupo Distrital Palau - de setembro de 1944

## Ordem da Batalha
agosto de 1940
- 14. Grupo de Infantaria (desmobilizada 20 de fevereiro de 1944)
- 2. Regimento de Infantaria
- 15. Regimento de Infantaria
- 59. Regimento de Infantaria
- 14. Regimento de Reconhecimento
- 20. Regimento de Artilharia de Campo
- 14. Regimento de Engenharia
- 14. Regimento de Transporte
- Unidade de comunicação